# Wegscheid (Haut-Rhin)
Wegscheid ist eine französische Gemeinde mit 317 Einwohnern (Stand 1. Januar 2022) im Département Haut-Rhin in der Region Grand Est (bis 2015 Elsass). Sie gehört zum Arrondissement Thann-Guebwiller, zum Kanton Masevaux-Niederbruck und zum 2001 gegründeten Gemeindeverband Vallée de la Doller et Soultzbach.

## Geografie
Die Gemeinde Wegscheid liegt in den südöstlichen Vogesen. Der Fluss Doller trennt Wegscheid von der Gemeinde Kirchberg, die beide zusammen ein geschlossenes Siedlungsbild bilden. Das Gemeindegebiet ist Teil des Regionalen Naturparks Ballons des Vosges.
Nachbargemeinden von Wegscheid sind Rimbach-près-Masevaux im Norden, Moosch im Nordosten, Masevaux-Niederbruck und Sickert im Südosten, Kirchberg im Süden, Dolleren im Westen (Berührungspunkt) sowie Oberbruck im Nordwesten.

## Geschichte
Der Name erscheint erstmals in Dokumenten aus dem 13. Jahrhundert. Im 19. Jahrhundert hielt die Industrie Einzug.
Von 1871 bis zum Ende des Ersten Weltkrieges gehörte Wegscheid als Teil des Reichslandes Elsaß-Lothringen zum Deutschen Reich und war dem Kreis Thann im Bezirk Oberelsaß zugeordnet.

### Bevölkerungsentwicklung
| Jahr      | 1910 | 1962 | 1968 | 1975 | 1982 | 1990 | 1999 | 2007 | 2017 |
| Einwohner | 404  | 248  | 286  | 286  | 282  | 299  | 304  | 331  | 322  |

## Nachweise
1. 1 2  Gemeindeverzeichnis Deutschland 1900 – Kreis Thann